# Helena Woleková
Helena Woleková (* 17. ledna 1946) je slovenská sociální pracovnice, ředitelka nadace SOCIA a bývalá politička, po sametové revoluci členka VPN a později ODÚ-VPN a v letech 1991–1992 ministryně práce a sociálních věcí ve vládě Jána Čarnogurského.

## Biografie
Vystudovala sociologii. Od roku 1968 působila v Československém výzkumném ústavu práce a sociálního rozvoje a od roku 1983 v Ústavu technologie a racionalizace. V 80. letech 20. století pracovala na různých postech v podniku Závody ťažkého strojárstva. Po sametové revoluci se angažovala v hnutí Verejnosť proti násiliu. Po jeho rozkladu přešla do nástupnické formace Občianska demokratická únia – VPN, v níž zastávala post místopředsedkyně. Zastávala i vládní funkce. V roce 1990 se stala náměstkyní federálního ministra práce a sociálních věcí. Od dubna 1991 do června 1992 zastávala jako první žena na polistopadovém Slovensku post ministryně, když působila ve vládě Jána Čarnogurského jako ministryně práce a sociálních věcí. V roce 1994 byla poradkyní tehdejšího ministra práce a sociálních věcí Júlia Brocky.
V roce 1994 společně s Ivetou Radičovou založila Centrum pro analýzu sociální politiky. V roce 1998 se stala místopředsedkyní Slovenské sociologické společnosti. V současnosti se uvádí jako ředitelka nadace SOCIA, která se zabývá poskytováním finanční pomoci na sociální služby a podporou neziskového sektoru.